# ブレイクスルー 奇跡の生還
『ブレイクスルー 奇跡の生還』（ブレイクスルー きせきのせいかん、Breakthrough）は2019年のアメリカ合衆国のドラマ映画。女優でテレビドラマ演出家でもあるロクサン・ドースンの映画監督デビュー作で、出演はクリッシー・メッツとジョシュ・ルーカスなど。本作はジョイス・スミスとジンジャー・コルバラが2017年に発表したノンフィクション『The Impossible』を原作としている。
本作は日本国内で劇場公開されなかったが、Amazonプライム・ビデオでの配信が行われている。

## ストーリー
ミズーリ州レイクセントルイス。14歳のジョンは親切な養父母（ブライアンとジョイス）に育てられていたが、産みの親に捨てられたという事実をどう受け入れるべきかが分からず、養父母や教師たちに反抗的な態度を取っていた。
そんなある日、ジョンは友人2人（ジョシュとリーガー）と一緒に湖に向かい、近所の人からの注意を無視して凍った湖で遊び始めた。近所の人が抱いた不安は的中し、ほどなくして湖面の氷が割れた。ジョシュとリーガーは自力で水面まで浮上し、駆けつけた救急隊員によって救助されたが、ジョンはそのまま溺れてしまった。救助隊の懸命な捜索にも拘わらず、ジョンは発見されなかった。救助隊が引き上げようとした矢先、隊員の一人（トミー）が「諦めてはならない」という声を耳にした。トミーはそれを隊長の命令だと思い込み、再度湖に潜ったところ、ジョンを引き上げることができた。
心肺停止状態のジョンは直ちに病院に搬送され、様々な蘇生措置を施されたが、何一つとして効果がなかった。医師からお別れをするように告げられたジョイスは泣きじゃくり、「神様、ジョンを死なせないで下さい」と叫んだ。その瞬間、ジョンの心臓は再び動き始めたのだった。

## キャスト
※括弧内は日本語吹替声優。
- ジョイス・スミス: クリッシー・メッツ（英語版）（斉藤貴美子） - 敬虔なキリスト教徒の女性。
- ブライアン・スミス: ジョシュ・ルーカス（山岸治雄） - ジョイスの夫。
- ジェイソン・ノーブル牧師: トファー・グレイス（阪口周平） - 地元の型破りな牧師。ジョイスからは嫌われている。
- トミー・シャイン: マイク・コルター（北村謙次） - ジョンを救出した救助隊員。
- ジョン・スミス: マルセル・ルイス（英語版）（徐斌） - ジョイスとブライアンの養子。
- ケント・サッタラー医師: サム・トラメル（英語版）（宮﨑聡） - 地元の病院の医師。
- ギャレット医師: デニス・ヘイスバート（山野井仁） - 大病院の専門医。
- アビー・サッタラー: マディ・マーティン - サッタラー医師の娘。ジョンの恋の相手。
- ジョシュ: アイザック・クラグテン（英語版） - ジョンの友人。
- リーガー: ニコラス・ドゥキッチ - ジョンの友人。
- ジョナ: トラヴィス・ブライアント - ジョンの友人。
- シェイラ: テイラー・モスビー - ジョンの友人。
- エマ: アリ・スコビー - ジョンの友人。
- 消防隊長: チャック・シャマタ（英語版）
- アボット先生: ナンシー・ソレル（英語版）
- ポーラ・ノーブル: リサ・デュリュープ（英語版） - ノーブル牧師の妻。
- シンディ・リーガー: レベッカ・スターブ（英語版）

## 製作
2017年1月18日、デヴォン・フランクリンが20世紀フォックスと共同でノンフィクション『The Impossible』の映画化を進めていると報じられた。8月、グラント・ニーポートが脚色を担当することになったとの報道があった。2018年1月、クリッシー・メッツが起用された。3月7日、マルセル・ルイスの出演が決まったと報じられた。15日、マイク・コルターの起用が発表された。19日、トファー・グレイスが本作に出演するとの報道があった。20日、ジョシュ・ルーカスの起用が決まった。4月、サム・トラメルとデニス・ヘイスバートがキャスト入りした。10月18日、プロバスケットボール選手のステフィン・カリーが本作の製作総指揮を務めることになったと報じられた。

### 撮影・音楽
本作の主要撮影は2018年3月にカナダのマニトバ州で始まり、同年5月に終了した。
2018年11月12日、マーセロ・ザーヴォスが本作で使用される楽曲を手掛けることになったとの報道があった。2019年4月5日、マーキュリー・ナッシュビルが本作のサウンドトラックを発売した。17日、本作のスコアアルバムが発売された。

## 公開・マーケティング
2018年12月5日、本作のオフィシャル・トレイラーが公開され、公開後48時間で3000万回以上再生された。これはキリスト教をテーマにした映画としては過去最高の数字であった。2019年3月20日、本作はセントルイスでプレミア上映された。

## 興行収入
本作は『Penguins』、『The Pilgrim's Progress』、『ラ・ヨローナ〜泣く女〜』と同じ週に封切られ、公開初週末に1300万ドル前後を稼ぎ出すと予想されていたが、実際の数字はそれを若干下回るものとなった。2019年4月17日、本作は全米2824館で公開され、公開初週末に1128万ドルを稼ぎ出し、週末興行収入ランキング初登場3位となった。

## 評価
本作は批評家から好意的に評価されている。映画批評集積サイトのRotten Tomatoesには62件のレビューがあり、批評家支持率は61%、平均点は10点満点で5.52点となっている。サイト側による批評家の見解の要約は「主人公を見れば分かるように、『ブレイクスルー 奇跡の生還』は宗教色がかなり強い作品である。しかし、観客の心を奮い立たせるストーリーと出演者の名演技のお陰で、繊細さを欠いた構成要素にまとまりが生じている。」となっている。また、Metacriticには17件のレビューがあり、加重平均値は46/100となっている。なお、本作のCinemaScoreはAとなっている。
本作の主題歌「I'm Standing with You」は第92回アカデミー賞の歌曲賞にノミネートされた。